# Tristaphodius mortuorum
Tristaphodius mortuorum är en skalbaggsart som beskrevs av Vladimir Balthasar 1932. Tristaphodius mortuorum ingår i släktet Tristaphodius och familjen Aphodiidae. Inga underarter finns listade i Catalogue of Life.